# I□U
"I□U"는 대한민국의 가수 아이유의 일본 데뷔 미니 앨범으로, 2011년 12월 14일에 EMI 뮤직 재팬에서 기간 한정 판매되었다. CD + DVD 사양으로 발매되었다.

## 트랙리스트
CD
1. Good Day
2. コ・ゴ・ト (with 슬옹)  (잔소리)
3. Rain Drop
4. Lost Child (미아)
5. 私だけ知らない (나만 몰랐던 이야기)
6. Last Fantasy

DVD
1. Opening Movie
2. Lost Child
3. Boo & Hey
4. Marshmallow & Nagging
5. Good Day
6. Only I Didn't Know
7. Special